# Good Kid, M.A.A.D City
Good Kid, M.A.A.D City (Eigenschreibweise good kid, m.A.A.d city) ist das zweite Musikalbum des US-amerikanischen Rappers Kendrick Lamar. Es erschien am 22. Oktober 2012 über die Musiklabels Top Dawg, Aftermath Entertainment und Interscope Records. good kid, m.A.A.d city erreichte Platz 2 der US-amerikanischen Album-Charts. Die Stücke The Recipe, Swimming Pools (Drank) und Poetic Justice wurden als Singles ausgekoppelt.

## Titelliste
Standard Editon:
1. Sherane a.k.a Master Splinter’s Daughter – 4:33
2. Bitch, Don't Kill My Vibe – 5:10
3. Backseat Freestyle – 3:32
4. The Art of Peer Pressure – 5:24
5. Money Trees (feat. Jay Rock) – 6:26
6. Poetic Justice (feat. Drake) – 5:00
7. good kid – 3:34
8. m.A.A.d City (feat. MC Eiht) – 5:50
9. Swimming Pools (Drank) – 5:13
10. Sing About Me, I’m Dying of Thirst – 12:03
11. Real (feat. Anna Wise) – 7:23
12. Compton (feat. Dr. Dre) – 4:08

Deluxe Edition:
1. The Recipe (feat. Dr. Dre) (Bonus-Titel der Deluxe Edition) – 5:52
2. Black Boy Fly (Bonus-Titel der Deluxe Edition) – 4:38
3. Now or Never (feat. Mary J. Blige) (Bonus-Titel der Deluxe Edition) – 4:17

## Rezeption

### Rezensionen
Die E-Zine Laut.de bewertete good kid, m.A.A.d City mit fünf von möglichen fünf Punkten. Der Redakteur Stefan Johannesberg bezeichnet Lamars zweites Album als „reales Konzept-Album“, das etwa den „halbgaren musikalischen Lebensentwurf“ auf The Black Album von Jay-Z pulverisiere. Zwar habe Kendrick Lamar auf seinem Debütalbum „ein paar geilere Beats“ ausgewählt und politische Themen behandelt, dennoch sei good kid, m.A.A.d city „der echte Hip Hop-Klassiker, der in ein paar Jahren […] in einem Atemzug mit Boom Bap-G-Funk und Dirty South genannt“ werde. Ende Dezember wählte die Redaktion das Album auf Platz 1 ihrer Liste der „25 besten Hip Hop-Alben 2012“.

### Nominierungen
Bei den Grammy Awards 2014 wurde Good Kid, M.A.A.D City in der Kategorie Best Rap Album nominiert, unterlag jedoch The Heist von Macklemore & Ryan Lewis.

## Kommerzieller Erfolg

### Chartplatzierungen
In den Vereinigten Staaten stieg good kid, m.A.A.d city auf Platz 2 der Billboard 200 ein. In der ersten Woche wurden 241.000 Einheiten verkauft. Bis Juli 2013 konnten über 950.000 CDs alleine in den Vereinigten Staaten abgesetzt werden. Das Album war mindestens bis Juli 2013 dauerhaft von seinem Debüt an ohne Unterbrechung in den Top 50 der US-Albumcharts vertreten.
Auch in Kanada konnte sich Lamars zweites Album auf Rang 2 der Charts positionieren. Darüber hinaus stieg das Album in die Hitparaden verschiedener europäischer Staaten ein. So positionierte es sich in Deutschland auf Platz 74. Im Vereinigten Königreich wurde Position 16, in der Schweiz Platz 38, in Frankreich Rang 57 und in den Niederlanden Platz 72 erreicht. Mit Rang 23 war good kid, m.A.A.d city ebenfalls in den australischen Charts vertreten.
| ChartsChartplatzierungen       | Höchstplatzierung | Wochen |
| ------------------------------ | ----------------- | ------ |
| Deutschland (GfK)              | 47 (5 Wo.)        | 5      |
| Schweiz (IFPI)                 | 38 (6 Wo.)        | 6      |
| Vereinigte Staaten (Billboard) | 2 (… Wo.)         | …      |
| Vereinigtes Königreich (OCC)   | 16 (34 Wo.)       | 34     |

| ChartsJahrescharts (2012)      | Platzierung |
| ------------------------------ | ----------- |
| Vereinigte Staaten (Billboard) | 80          |

| ChartsJahrescharts (2013)      | Platzierung |
| ------------------------------ | ----------- |
| Vereinigte Staaten (Billboard) | 24          |

| ChartsJahrescharts (2014)      | Platzierung |
| ------------------------------ | ----------- |
| Vereinigte Staaten (Billboard) | 69          |

| ChartsJahrescharts (2015)      | Platzierung |
| ------------------------------ | ----------- |
| Vereinigte Staaten (Billboard) | 72          |

| ChartsJahrescharts (2016)      | Platzierung |
| ------------------------------ | ----------- |
| Vereinigte Staaten (Billboard) | 74          |

| ChartsJahrescharts (2017)      | Platzierung |
| ------------------------------ | ----------- |
| Vereinigte Staaten (Billboard) | 60          |

| ChartsJahrescharts (2018)      | Platzierung |
| ------------------------------ | ----------- |
| Vereinigte Staaten (Billboard) | 89          |

| ChartsJahrescharts (2019)      | Platzierung |
| ------------------------------ | ----------- |
| Vereinigte Staaten (Billboard) | 119         |

| ChartsJahrescharts (2020)      | Platzierung |
| ------------------------------ | ----------- |
| Vereinigte Staaten (Billboard) | 86          |

| ChartsJahrescharts (2021)      | Platzierung |
| ------------------------------ | ----------- |
| Vereinigte Staaten (Billboard) | 53          |

| ChartsJahrescharts (2022)      | Platzierung |
| ------------------------------ | ----------- |
| Vereinigte Staaten (Billboard) | 25          |

| ChartsJahrescharts (2023)      | Platzierung |
| ------------------------------ | ----------- |
| Vereinigte Staaten (Billboard) | 43          |

| ChartsJahrescharts (2024)      | Platzierung |
| ------------------------------ | ----------- |
| Vereinigte Staaten (Billboard) |             |

### Auszeichnungen für Musikverkäufe
| Land/Region                  | Auszeichnungen für Musikverkäufe (Land/Region, Auszeichnung, Verkäufe) | Verkäufe  |
| ---------------------------- | ---------------------------------------------------------------------- | --------- |
| Australien (ARIA)            | 3× Platin                                                              | 210.000   |
| Belgien (BRMA)               | 2× Platin                                                              | 60.000    |
| Brasilien (PMB)              | Platin                                                                 | 40.000    |
| Dänemark (IFPI)              | 3× Platin                                                              | 60.000    |
| Deutschland (BVMI)           | Gold                                                                   | 100.000   |
| Finnland (IFPI)              | 2× Platin                                                              | 40.000    |
| Italien (FIMI)               | Gold                                                                   | 25.000    |
| Kanada (MC)                  | Gold                                                                   | 40.000    |
| Neuseeland (RMNZ)            | 6× Platin                                                              | 90.000    |
| Österreich (IFPI)            | Platin                                                                 | 15.000    |
| Portugal (AFP)               | Gold                                                                   | 3.500     |
| Vereinigte Staaten (RIAA)    | 3× Platin                                                              | 3.000.000 |
| Vereinigtes Königreich (BPI) | Platin                                                                 | 300.000   |
| Insgesamt                    | 4× Gold · 22× Platin ·                                                 | 3.983.500 |

Hauptartikel: Kendrick Lamar/Auszeichnungen für Musikverkäufe